# Ripert
Un ripert o rippert era un tipo de ómnibus tirado por caballos para transporte urbano, más pequeño, ligero y rápido que un tranvía.
Algunos modelos tenían ruedas de caucho, por tanto no necesitaba vías y podían circular por cualquier calzada.
Los riperts se mencionan en la Jota de los ratas de La Gran Vía. Y de Doña Berta, de Leopoldo Alas Clarín,  se cita: "...y en tanto, tranvías, ripperts y simones, ómnibus y carros, y caballos y mozos de cordel cargados iban y venían..."